# Henryk Smolarz
Henryk Józef Smolarz (Lublin, 3 de setembro de 1969) é um político da Polónia.
Ele foi eleito para a Sejm em 25 de Setembro de 2005 com 4534 votos em 6 no distrito de Lublin, candidato pelas listas do partido Polskie Stronnictwo Ludowe.